# Списак епизода емисије Вече са Иваном Ивановићем

Вече са Иваном Ивановићем српски је ток-шоу који се емитује петком у 22 часа на Блиц ТВ. Емисија се приказује од 14. маја 2010. године и води је Иван Ивановић.

## Преглед
| Сезона | Бр. епизода | Почетак емитовања   | Крај емитовања  | Канал     |
| ------ | ----------- | ------------------- | --------------- | --------- |
| 1      | 12          | 14. мај 2010.       | 30. јул 2010.   | Фокс      |
| 2      | 48          | 3. септембар 2010.  | 29. јул 2011.   | Фокс/Прва |
| 3      | 49          | 2. септембар 2011.  | 27. јул 2012.   | Прва      |
| 4      | 47          | 7. септембар 2012.  | 26. јул 2013.   | Прва      |
| 5      | 46          | 13. септембар 2013. | 10. јул 2014.   | Прва      |
| 6      | 47          | 19. септембар 2014. | 8. август 2015. | Прва      |
| 7      | 42          | 18. септембар 2015. | 8. јул 2016.    | Прва      |
| 8      | 41          | 23. септембар 2016. | 30. јун 2017.   | Прва      |
| 9      | 39          | 22. септембар 2017. | 29. јун 2018.   | Прва      |
| 10     | 29          | 21. септембар 2018. | 28. јун 2019.   | Прва/Нова |
| 11     | 37          | 20. септембар 2019. | 3. јул 2020.    | Нова      |
| 12     | 37          | 18. септембар 2020. | 25. јун 2021.   | Нова      |
| 13     | 36          | 17. септембар 2021. | 24. јун 2022.   | Нова      |
| 14     | 36          | 16. септембар 2022. | 30. јун 2023.   | Нова      |
| 15     | 37          | 22. септембар 2023. | 28. јун 2024.   | Нова      |
| 16     | 40          | 13. септембар 2024. | 27. јун 2025.   | Блиц ТВ   |

## Гости

### Сезона 1 (2010)
| Бр. епизоде у емисији | Бр. епизоде у сезони | Датум емитовања | Гости                                        |
| --------------------- | -------------------- | --------------- | -------------------------------------------- |
| 1                     | 1                    | 14. мај 2010.   | Никола Лазетић и Ненад Окановић              |
| 2                     | 2                    | 21. мај 2010.   | Влада Станојевић и Јелена Томашевић          |
| 3                     | 3                    | 28. мај 2010.   | Марија Шерифовић и Јована Јанковић           |
| 4                     | 4                    | 4. јун 2010.    | Сека Алексић и Иван Зељковић                 |
| 5                     | 5                    | 11. јун 2010.   | Слобода Мићаловић и Воја Недељковић          |
| 6                     | 6                    | 18. јун 2010.   | Весна Дедић Милојевић и Александар Јовановић |
| 7                     | 7                    | 25. јун 2010.   | Александра Ковач и Сергеј Ћетковић           |
| 8                     | 8                    | 2. јул 2010.    | Марија Килибарда и Иван Миљковић             |
| 9                     | 9                    | 9. јул 2010.    | Саша Ковачевић и Никола Роквић               |
| 10                    | 10                   | 16. јул 2010.   | Гоца Тржан и Предраг Аздејковић              |
| 11                    | 11                   | 23. јул 2010.   | Никола Рађен и Мина Костић                   |
| 12                    | 12                   | 30. јул 2010.   | Ненад Зимоњић и Андреј Кулунџић              |

### Сезона 2 (2010−11)
| Бр. епизоде у емисији | Бр. епизоде у сезони | Датум емитовања     | Гости |
| --------------------- | -------------------- | ------------------- | --- |
| 13                    | 1                    | 3. септембар 2010.  | Ана Кокић и Данило Икодиновић |
| 14                    | 2                    | 10. септембар 2010. | Бора Ђорђевић, Миша Алексић и Виктор Троицки                                                                                            |
| 15                    | 3                    | 17. септембар 2010. | Никола Рађен, Андрија Прлаиновић, Марко Кешељ, Александар Рашић и Ненад Крстић                                                          |
| 16                    | 4                    | 24. септембар 2010. | Милка Форцан и Слободан Живојиновић |
| 17                    | 5                    | 1. октобар 2010.    | Северина Вучковић и Кики Лесендрић |
| 18                    | 6                    | 8. октобар 2010.    | Андрија Милошевић, Милан Калинић и Милан Васић                                                                                          |
| 19                    | 7                    | 15. октобар 2010.   | Аки Рахимовски и Наташа Беквалац |
| 20                    | 8                    | 22. октобар 2010.   | Саша Ћурчић и Милорад Мандић |
| 21                    | 9                    | 29. октобар 2010.   | Александар Вучић и Сузана Манчић |
| 22                    | 10                   | 5. новембар 2010.   | Емир Кустурица и Неле Карајлић |
| 23                    | 11                   | 12. новембар 2010.  | Ђуле Ван Гог, Срђан Гојковић Гиле и Дубравка Марковић                                                                                   |
| 24                    | 12                   | 19. новембар 2010.  | Ана Николић, Милан Кркобабић и Јован Кркобабић                                                                                          |
| 25                    | 13                   | 26. новембар 2010.  | Јанко Типсаревић, Милорад Чавић и Сузана Перић                                                                                          |
| 26                    | 14                   | 3. децембар 2010.   | Нина Бадрић, Харис Џиновић и Мелина Џиновић                                                                                             |
| 27                    | 15                   | 10. децембар 2010.  | Маринко Роквић, Никола Роквић, Марко Роквић и Бобан Петровић                                                                            |
| 28                    | 16                   | 17. децембар 2010.  | Владо Георгиев и Владимир Грбић |
| 29                    | 17                   | 24. децембар 2010.  | Жељко Јоксимовић и Ивица Дачић |
| 30                    | 18                   | 31. децембар 2010.  | Новогодишњи специјал - Марија Шерифовић, Ван Гог, Рибља чорба, Александра Ковач, Александра Радовић, Јелена Томашевић и Сергеј Ћетковић |
| 31                    | 19                   | 7. јануар 2011.     | Дејан Рамбо Петковић, Петар Стругар, Нина Јанковић и Предраг Васић                                                                      |
| 32                    | 20                   | 14. јануар 2011.    | Светлана Цеца Ражнатовић и Роберт Чобан                                                                                                 |
| 33                    | 21                   | 21. јануар 2011.    | Светлана Китић, Вања Булић и Зоран Дашић                                                                                                |
| 34                    | 22                   | 28. јануар 2011.    | Драган Шутановац, Александра Радовић, Игор Бутулија и Дарко Тијанић                                                                     |
| 35                    | 23                   | 4. фебруар 2011.    | Владе Дивац, Снежана Дивац и Душко Вујошевић                                                                                            |
| 36                    | 24                   | 11. фебруар 2011.   | Мирослав Илић, Јова Радовановић и Миња Субота                                                                                           |
| 37                    | 25                   | 18. фебруар 2011.   | Новак Ђоковић |
| 38                    | 26                   | 25. фебруар 2011.   | Велимир Веља Илић, Неда Украден и Тијана Чуровић                                                                                        |
| 39                    | 27                   | 4. март 2011.       | Жељко Самарџић, Драган Брајовић Браја и Сања Вуксановић-Жугић                                                                           |
| 40                    | 28                   | 11. март 2011.      | Александар Саша Ђорђевић, Јелена Розга, Даница Нина Радојчић и Ивана Станковић                                                          |
| 41                    | 29                   | 18. март 2011.      | Љубиша Самарџић, Сека Саблић и Тамара Грујић                                                                                            |
| 42                    | 30                   | 25. март 2011.      | Љуба Врачаревић и Каролина Гочева |
| 43                    | 31                   | 1. април 2011.      | Лазар Ристовски и Моника Киш |
| 44                    | 32                   | 8. април 2011.      | Драган Вујић и Милан Вилотић |
| 45                    | 33                   | 15. април 2011.     | Милутин Мркоњић и Љиљана Стјепановић |
| 46                    | 34                   | 22. април 2011.     | Драган Џајић, Саво Милошевић и Љубиша Тумбаковић                                                                                        |
| 47                    | 35                   | 29. април 2011.     | Ненад Чанак |
| 48                    | 36                   | 6. мај 2011.        | Џеј Рамадановски, Шабан Шаулић, Уснија Реџепова и Илда Шаулић                                                                           |
| 49                    | 37                   | 13. мај 2011.       | Драгољуб Љубичић Мићко, Маја Волк и Ивана Зарић                                                                                         |
| 50                    | 38                   | 20. мај 2011.       | Специјална емисија - 1. рођендан и 50. епизода                                                                                          |
| 51                    | 39                   | 27. мај 2011.       | Специјална емисија поводом хапшења Ратка Младића                                                                                        |
| 52                    | 40                   | 3. јун 2011.        | Жарко Обрадовић, Мића Јовановић и Милан Станковић                                                                                       |
| 53                    | 41                   | 10. јун 2011.       | Стинг и Здравко Чолић |
| 54                    | 42                   | 17. јун 2011.       | Раде Шербеџија, Сергеј Трифуновић и Игор Павличић                                                                                       |
| 55                    | 43                   | 24. јун 2011.       | Дејан Станковић |
| 56                    | 44                   | 1. јул 2011.        | Тони Цетински |
| 57                    | 45                   | 8. јул 2011.        | Даница Максимовић, Милан Бошковић и Небојша Вишковић                                                                                    |
| 58                    | 46                   | 15. јул 2011.       | Лепа Брена и Антонио Раја Ројито |
| 59                    | 47                   | 22. јул 2011.       | Емина Јаховић и Расим Љајић |
| 60                    | 48                   | 29. јул 2011.       | Ђорђе „Ђоле“ Ђогани и Гаги Ђогани |

### Сезона 3 (2011−12)
| Бр. епизоде у емисији | Бр. епизоде у сезони | Датум емитовања     | Гости |
| --------------------- | -------------------- | ------------------- | --- |
| 61                    | 1                    | 2. септембар 2011.  | Мира Бањац и Петар Божовић |
| 62                    | 2                    | 9. септембар 2011.  | Лена Ковачевић, Владо Георгиев и Саша Милошевић Маре |
| 63                    | 3                    | 16. септембар 2011. | Ђаци прваци (Филип, Димитрије, Магдалена и Наталија) и Милан Калинић                                                                                                 |
| 64                    | 4                    | 23. септембар 2011. | Брајан Фери |
| 65                    | 5                    | 30. септембар 2011. | Неша Галија, Дадо Топић и Жан Жак Роскам |
| 66                    | 6                    | 7. октобар 2011.    | Јована Бракочевић, Сања Малагурски, Татјана Војтеховски, Милан Цолић, Миодраг Цолић и Милан Тодоровић                                                                |
| 67                    | 7                    | 14. октобар 2011.   | Луис Фиго, Небојша Човић и Светислав Пешић |
| 68                    | 8                    | 21. октобар 2011.   | Аца Лукас, Андрија Милошевић и Џеј Рамадановски |
| 69                    | 9                    | 28. октобар 2011.   | Срђан Драгојевић, Горан Јевтић и Бора Ђорђевић |
| 70                    | 10                   | 4. новембар 2011.   | Дино Мерлин и Весна Змијанац |
| 71                    | 11                   | 11. новембар 2011.  | Нови фосили (Сања Долежал и Рајко Дујмић) |
| 72                    | 12                   | 18. новембар 2011.  | Звонко Богдан и Оливер Дулић |
| 73                    | 13                   | 25. новембар 2011.  | Предраг Живковић Тозовац |
| 74                    | 14                   | 2. децембар 2011.   | Мирослав Илић, Џенан Лончаревић и Адил |
| 75                    | 15                   | 9. децембар 2011.   | Светлана Бојковић и Марко Николић |
| 76                    | 16                   | 16. децембар 2011.  | Харис Џиновић |
| 77                    | 17                   | 23. децембар 2011.  | Синиша Михајловић |
| 78                    | 18                   | 30. децембар 2011.  | Давор Јовановић, Игор Терзија и Невена Ђорђевић |
| 79                    | 19                   | 6. јануар 2012.     | Иван Ивановић |
| 80                    | 20                   | 13. јануар 2012.    | Милутин Мима Караџић и Гоца Тржан |
| 81                    | 21                   | 20. јануар 2012.    | Александар Берчек, Милош Биковић, Тамара Алексић, Александар Радојичић, Андрија Даничић и Љубомир Булајић                                                            |
| 82                    | 22                   | 27. јануар 2012.    | Бранко Коцкица |
| 83                    | 23                   | 31. јануар 2012.    | Специјална емисија - Рукометна репрезентација Србије (Веселин Вуковић, Момир Илић и Дарко Станић) и Ватерполо репрезентација Србије (Слободан Соро и Алекса Шапоњић) |
| 84                    | 24                   | 3. фебруар 2012.    | Тони Цетински, Александра Радовић и Даринка Матић Маровић |
| 85                    | 25                   | 10. фебруар 2012.   | Парни ваљак |
| 86                    | 26                   | 17. фебруар 2012.   | Мерима Његомир и Предраг Цуне Гојковић |
| 87                    | 27                   | 24. фебруар 2012.   | Љубивоје Ршумовић и Раша Попов |
| 88                    | 28                   | 2. март 2012.       | Божидар Ђелић |
| 89                    | 29                   | 9. март 2012.       | Вук Драшковић, Миа Беговић, Станија Добројевић, Кристина Беквалац, Огњен Кајганић и Невен Цигановић                                                                  |
| 90                    | 30                   | 16. март 2012.      | Емир Кустурица |
| 91                    | 31                   | 23. март 2012.      | Влатко Стефановски, Томи Емануел, Стокело Розенберг, Гордан Кичић и Бранислав Трифуновић                                                                             |
| 92                    | 32                   | 30. март 2012.      | Милутин Мима Караџић, Сања Јовићевић, Момчило Оташевић, Божо Зубер, Лазар Рађеновић и Кики Лесендрић                                                                 |
| 93                    | 33                   | 6. април 2012.      | Београдски синдикат |
| 94                    | 34                   | 13. април 2012.     | YU група и Сергеј Ћетковић |
| 95                    | 35                   | 20. април 2012.     | Рудолф Ђулијани, Жељко Васић и Мелина Џиновић |
| 96                    | 36                   | 27. април 2012.     | Информативно вече - Борис Тадић |
| 97                    | 37                   | 4. мај 2012.        | Габи Новак и Тереза Кесовија |
| 98                    | 38                   | 11. мај 2012.       | Нина Бадрић; Информативно вече - Томислав Николић |
| 99                    | 39                   | 18. мај 2012.       | Роберт Просинечки |
| 100                   | 40                   | 25. мај 2012.       | Специјална емисија - 2. рођендан и 100. епизода - Бајага и инструктори                                                                                               |
| 101                   | 41                   | 1. јун 2012.        | Заз |
| 102                   | 42                   | 8. јун 2012.        | Тончи Хуљић и Петар Грашо |
| 103                   | 43                   | 15. јун 2012.       | Прљаво казалиште (Јасенко Хоура и Даворин Боговић) и Вук Јеремић |
| 104                   | 44                   | 22. јун 2012.       | Младен Војичић Тифа, Бојан Маровић и Ана Станић |
| 105                   | 45                   | 29. јун 2012.       | Драган Ђилас |
| 106                   | 46                   | 6. јул 2012.        | Асмир Колашинац, Емир Бекрић, Драгутин Топић и Биљана Топић |
| 107                   | 47                   | 13. јул 2012.       | Јасна Шекарић, Зорана Аруновић, Михаил Дудаш, Иван Ленђер и Марко Новаковић                                                                                          |
| 108                   | 48                   | 20. јул 2012.       | Жан Марк Бар, Мира Фурлан и Зоран Симјановић |
| 109                   | 49                   | 27. јул 2012.       | Арманд Асанте |

### Сезона 4 (2012−13)
| Бр. епизоде у емисији | Бр. епизоде у сезони | Датум емитовања     | Гости |
| --------------------- | -------------------- | ------------------- | --- |
| 110                   | 1                    | 7. септембар 2012.  | Вања Удовичић и ђаци другаци (Филип, Димитрије, Магдалена и Наталија)                                           |
| 111                   | 2                    | 14. септембар 2012. | Тања Драгић, Властимир Голубовић, Зоран Мићовић, Радован Жунић, Милко Ђурђевић и Ђорђе Стојановић               |
| 112                   | 3                    | 21. септембар 2012. | Ник Вујичић и Драган Марковић Палма                                                                             |
| 113                   | 4                    | 28. септембар 2012. | Предраг Живковић Тозовац и Милорад Чавић                                                                        |
| 114                   | 5                    | 5. октобар 2012.    | Марина Абрамовић, Бојана Ивковић, Горан Милетић и Бобан Стојановић                                              |
| 115                   | 6                    | 12. октобар 2012.   | Кемал Монтено, Бојана Маљевић, Марија Каран и Нина Јанковић                                                     |
| 116                   | 7                    | 19. октобар 2012.   | Радош Бајић, Недељко Бајић и Јелена Бајић Јочић                                                                 |
| 117                   | 8                    | 26. октобар 2012.   | Бранка Петрић и Уликс Фехмију                                                                                   |
| 118                   | 9                    | 2. новембар 2012.   | Ивица Дачић |
| 119                   | 10                   | 9. новембар 2012.   | Јелена Јанковић, Ненад Окановић и Марко Видојковић                                                              |
| 120                   | 11                   | 16. новембар 2012.  | Емир Хаџихафизбеговић, Зоран Цвијановић и Предраг Бјелац                                                        |
| 121                   | 12                   | 23. новембар 2012.  | Веселин Шљиванчанин и Горан Шепа Гале                                                                           |
| 122                   | 13                   | 30. новембар 2012.  | Милорад Додик                                                                                                   |
| 123                   | 14                   | 7. децембар 2012.   | Стјепан Месић                                                                                                   |
| 124                   | 15                   | 14. децембар 2012.  | Миљана Гавриловић, Марко Живић, Јасенко Хоура и Младен Бодалец                                                  |
| 125                   | 16                   | 21. децембар 2012.  | Неле Карајлић, Милорад Милинковић и Харис Џиновић                                                               |
| 126                   | 17                   | 28. децембар 2012.  | Деда Мраз |
| 127                   | 18                   | 11. јануар 2013.    | Плави оркестар                                                                                                  |
| 128                   | 19                   | 18. јануар 2013.    | Џон Чалис, Мирна Радуловић, Невена Божовић и Сара Јовановић                                                     |
| 129                   | 20                   | 25. јануар 2013.    | Александра Радовић, Владо Георгиев, Саша Милошевић Маре и Мирна Радуловић                                       |
| 130                   | 21                   | 1. фебруар 2013.    | Јосипа Лисац и Сергеј Ћетковић                                                                                  |
| 131                   | 22                   | 8. фебруар 2013.    | Бранко Ђурић Ђуро и Бојан Зулфикарпашић                                                                         |
| 132                   | 23                   | 15. фебруар 2013.   | Марија Килибарда и Андрија Милошевић                                                                            |
| 133                   | 24                   | 22. фебруар 2013.   | Милена Дравић                                                                                                   |
| 134                   | 25                   | 1. март 2013.       | Жељко Самарџић, Мајкл Мадсен и Иман Кросон                                                                      |
| 135                   | 26                   | 8. март 2013.       | Иван Босиљчић и Раде Шербеџија                                                                                  |
| 136                   | 27                   | 15. март 2013.      | Конча Буика |
| 137                   | 28                   | 22. март 2013.      | Милојко Пантић - емисија уживо                                                                                  |
| 138                   | 29                   | 29. март 2013.      | Драган Ђилас и Аврам Израел                                                                                     |
| 139                   | 30                   | 5. април 2013.      | Бранислав Лечић и Петар Стругар                                                                                 |
| 140                   | 31                   | 12. април 2013.     | Рамбо Амадеус, Јовица Јовичић и Жељко Васић                                                                     |
| 141                   | 32                   | 19. април 2013.     | Државни посао (Димитрије Бањац, Дејан Ћирјаковић и Никола Шкорић)                                               |
| 142                   | 33                   | 26. април 2013.     | Аница Добра и Никола Ђуричко                                                                                    |
| 143                   | 34                   | 3. мај 2013.        | Карл Луис и Рудолф ван Вин                                                                                      |
| 144                   | 35                   | 10. мај 2013.       | Специјална емисија - Вече без Ивана Ивановића, водитељ Ђорђе Балашевић, гости Иван Ивановић и Оливера Балашевић |
| 145                   | 36                   | 17. мај 2013.       | Томислав Николић                                                                                                |
| 146                   | 37                   | 24. мај 2013.       | Андрија Прлаиновић, Душко Пијетловић, Слободан Соро и Стефан Митровић                                           |
| 147                   | 38                   | 31. мај 2013.       | Дино Рађа, Владе Дивац и Ана Дивац                                                                              |
| 148                   | 39                   | 7. јун 2013.        | Бајага и инструктори                                                                                            |
| 149                   | 40                   | 9. јун 2013.        | Специјална емисија - Недељно поподне са Иваном Ивановићем, гости 19 глумаца представе "Ревизор"                 |
| 150                   | 41                   | 14. јун 2013.       | Оливер Млакар и Предраг Марковић                                                                                |
| 151                   | 42                   | 21. јун 2013.       | Марија Шерифовић, Александар Рибак и Bad Copy                                                                   |
| 152                   | 43                   | 28. јун 2013.       | Еди Грант |
| 153                   | 44                   | 5. јул 2013.        | Женска кошаркашка репрезентација Србије                                                                         |
| 154                   | 45                   | 12. јул 2013.       | Бранко Димитријевић                                                                                             |
| 155                   | 46                   | 19. јул 2013.       | Ерик Бардон |
| 156                   | 47                   | 26. јул 2013.       | Нургул Јешилчај и Ахмед Бојаџиоглу                                                                              |

### Сезона 5 (2013−14)
| Бр. епизоде у емисији | Бр. епизоде у сезони | Датум емитовања     | Гости |
| --------------------- | -------------------- | ------------------- | --- |
| 157                   | 1                    | 13. септембар 2013. | Вања Удовичић и ђаци трећаци (Филип, Димитрије, Магдалена и Наталија)                                      |
| 158                   | 2                    | 20. септембар 2013. | Ивана Шпановић и Емир Бекрић                                                                               |
| 159                   | 3                    | 27. септембар 2013. | Милан „Лане“ Гутовић и Бојана Маљевић                                                                      |
| 160                   | 4                    | 4. октобар 2013.    | Драгана Мирковић                                                                                           |
| 161                   | 5                    | 11. октобар 2013.   | Сеид Мемић Вајта                                                                                           |
| 162                   | 6                    | 18. октобар 2013.   | Дени Клајн                                                                                                 |
| 163                   | 7                    | 25. октобар 2013.   | Зорана Михајловић и Небојша Стефановић                                                                     |
| 164                   | 8                    | 1. новембар 2013.   | Саша Илић и Ненад Милијаш                                                                                  |
| 165                   | 9                    | 8. новембар 2013.   | Драган Јовановић                                                                                           |
| 166                   | 10                   | 15. новембар 2013.  | Саша Поповић и Тони Цетински                                                                               |
| 167                   | 11                   | 22. новембар 2013.  | Ненад Кнежевић Кнез и Жељко Шашић                                                                          |
| 168                   | 12                   | 29. новембар 2013.  | Мариза и Марија Шерифовић                                                                                  |
| 169                   | 13                   | 6. децембар 2013.   | Дара Џокић                                                                                                 |
| 170                   | 14                   | 13. децембар 2013.  | Тамара Драгичевић, Скај Виклер, Алекса Јелић, Ана Кокић, Борис Миливојевић и Снежана Бабић Снеки           |
| 171                   | 15                   | 20. децембар 2013.  | Власта Велисављевић и Драган Вујић Вујке                                                                   |
| 172                   | 16                   | 23. децембар 2013.  | Специјална емисија - Женска рукометна репрезентација Србије                                                |
| 173                   | 17                   | 27. децембар 2013.  | Бранкица Себастијановић и Милош Биковић                                                                    |
| 174                   | 18                   | 31. децембар 2013.  | Новогодишњи специјал - Владо Георгиев                                                                      |
| 175                   | 19                   | 3. јануар 2014.     | Ана Кокић, Катарина Радивојевић, Марија Михајловић, Марија Килибарда и Петар Стругар                       |
| 176                   | 20                   | 10. јануар 2014.    | Жика Николић и Нада Мацура                                                                                 |
| 177                   | 21                   | 17. јануар 2014.    | Андрија Милошевић, Милан Васић и Милан Калинић                                                             |
| 178                   | 22                   | 24. јануар 2014.    | Драган Бјелогрлић и Мањифико                                                                               |
| 179                   | 23                   | 31. јануар 2014.    | Предраг "Мики" Манојловић                                                                                  |
| 180                   | 24                   | 4. фебруар 2014.    | Специјална емисија - Ноле на Првој, гост Новак Ђоковић                                                     |
| 181                   | 25                   | 7. фебруар 2014.    | Хари Мата Хари                                                                                             |
| 182                   | 26                   | 14. фебруар 2014.   | Ана Бекута                                                                                                 |
| 183                   | 27                   | 21. фебруар 2014.   | Парни ваљак                                                                                                |
| 184                   | 28                   | 28. фебруар 2014.   | Здравко Шотра, Слобода Мићаловић и Војин Ћетковић                                                          |
| 185                   | 29                   | 7. март 2014.       | Данка Нововић, Рушка Јакић и Бранка Вучковић                                                               |
| 186                   | 30                   | 14. март 2014.      | Франко Неро, Софија Рајовић и Милан Тодоровић                                                              |
| 187                   | 31                   | 21. март 2014.      | Кристина Раденковић, Маријана Мићић, Марина Воденичар и Небојша Ђорђевић                                   |
| 188                   | 32                   | 28. март 2014.      | Ентони Ла Паља                                                                                             |
| 189                   | 33                   | 4. април 2014.      | Небојша Глоговац                                                                                           |
| 190                   | 34                   | 11. април 2014.     | Двајт Јорк, Драгана Мирковић и Хозе Фелисијано                                                             |
| 191                   | 35                   | 18. април 2014.     | Миломир Марић и Саша Васић                                                                                 |
| 192                   | 36                   | 25. април 2014.     | Душан „Дуле“ Савић и Владо Георгиев                                                                        |
| 193                   | 37                   | 2. мај 2014.        | Тања Бошковић и Александар Шапић                                                                           |
| 194                   | 38                   | 9. мај 2014.        | Марко Јарић                                                                                                |
| 195                   | 39                   | 27. мај 2014.       | Специјална емисија - шампионски тим ФК Црвена звезда                                                       |
| 196                   | 40                   | 30. мај 2014.       | Горица Нешовић и Драган Илић                                                                               |
| 197                   | 41                   | 6. јун 2014.        | Жељко Јоксимовић                                                                                           |
| 198                   | 42                   | 13. јун 2014.       | Константин Костјуков, Александар Јосиповић, Ирина Вукотић и Алекса Јелић                                   |
| 199                   | 43                   | 20. јун 2014.       | Иван Михаиловић, Марија Мартиновић, Марија Прелевић, Никола Мандић, Давор Гобац, Душан Кецман и Јан Весели |
| 200                   | 44                   | 27. јун 2014.       | Били Ајдол                                                                                                 |
| 201                   | 45                   | 4. јул 2014.        | Виктор Троицки и Сара Јовановић                                                                            |
| 202                   | 46                   | 10. јул 2014.       | Глорија Гејнор                                                                                             |

### Сезона 6 (2014−15)
| Бр. епизоде у емисији | Бр. епизоде у сезони | Датум емитовања     | Гости                                                                                                 |
| --------------------- | -------------------- | ------------------- | --- |
| 203                   | 1                    | 19. септембар 2014. | Вања Удовичић и ђаци четвртаци (Филип, Димитрије, Магдалена и Наталија)                               |
| 204                   | 2                    | 26. септембар 2014. | Драган Којић Кеба и Др Албан                                                                          |
| 205                   | 3                    | 10. октобар 2014.   | Петар Стругар и Сергеј Трифуновић                                                                     |
| 206                   | 4                    | 17. октобар 2014.   | Дејан Станковић и Мичел Салгадо                                                                       |
| 207                   | 5                    | 24. октобар 2014.   | Наташа Тапушковић, Борис Миливојевић, Борис Новковић и Бора Ђорђевић                                  |
| 208                   | 6                    | 31. октобар 2014.   | Ана Бекута, Шабан Шаулић и Харис Џиновић                                                              |
| 209                   | 7                    | 7. новембар 2014.   | Марија Михајловић, Бранко Ђурић Ђуро, Марија Килибарда и Бојан Ивковић                                |
| 210                   | 8                    | 14. новембар 2014.  | Сергеј Ћетковић и Владо Георгиев                                                                      |
| 211                   | 9                    | 21. новембар 2014.  | Александар Милић Мили                                                                                 |
| 212                   | 10                   | 28. новембар 2014.  | Здравко Чолић                                                                                         |
| 213                   | 11                   | 4. децембар 2014.   | Специјална емисија - 500. емисија Ивана Ивановића на Првој, гост Џибони                               |
| 214                   | 12                   | 5. децембар 2014.   | Драган Јовановић, Бранка Пујић и Ђуле Ван Гог                                                         |
| 215                   | 13                   | 12. децембар 2014.  | Пласидо Доминго                                                                                       |
| 216                   | 14                   | 19. децембар 2014.  | Аница Добра и Гордан Кичић                                                                            |
| 217                   | 15                   | 26. децембар 2014.  | Финалисти такмичења Твоје лице звучи познато                                                          |
| 218                   | 16                   | 2. јануар 2015.     | Бане Мојићевић, Звонко Пантовић чипови и Иван Јевтовић                                                |
| 219                   | 17                   | 9. јануар 2015.     | Специјална емисија - "Пет мушкарца"                                                                   |
| 220                   | 18                   | 16. јануар 2015.    | Драган Вујић Вујке, Никола Булатовић, Душица Новаковић                                                |
| 221                   | 19                   | 30. јануар 2015.    | Четири и по мушкарца                                                                                  |
| 222                   | 20                   | 6. фебруар 2015.    | Бојана Лекић и Масимо Савић                                                                           |
| 223                   | 21                   | 13. фебруар 2015.   | Борко Стефановић                                                                                      |
| 224                   | 22                   | 20. фебруар 2015.   | Љиљана Благојевић, Љиљана Цинцар-Даниловић и "Четири и по мушкарца"                                   |
| 225                   | 23                   | 27. фебруар 2015.   | Дарко Бајић и Џон Севиџ                                                                               |
| 226                   | 24                   | 6. март 2015.       | Ричард Драјфус                                                                                        |
| 227                   | 25                   | 13. март 2015.      | Димитрије Бањац, Никола Шкорић, Дејан Цирјаковић, Елен Курас и Ивана Шпановић                         |
| 228                   | 26                   | 20. март 2015.      | Машан Лекић                                                                                           |
| 229                   | 27                   | 27. март 2015.      | Наташа Миљковић, Маја Николић и Славко Белеслин                                                       |
| 230                   | 28                   | 3. април 2015.      | Зоран Славнић                                                                                         |
| 231                   | 29                   | 10. април 2015.     | Рада Ђурић                                                                                            |
| 232                   | 30                   | 17. април 2015.     | Војин Ћетковић и Дејан Луткић                                                                         |
| 233                   | 31                   | 24. април 2015.     | Четири и по мушкарца (Срђан Динчић "Ђиђа", Бранислав Раичевић, Драган Илић и Слободан Нешовић "Лока") |
| 234                   | 32                   | 1. мај 2015.        | Војин Ћетковић и Дејан Луткић                                                                         |
| 235                   | 33                   | 8. мај 2015.        | Кошаркаши "Црвене звезде" и Четири и по мушкарца                                                      |
| 236                   | 34                   | 15. мај 2015.       | Предраг Стојаковић и Четири и по мушкарца                                                             |
| 237                   | 35                   | 22. мај 2015.       | Гардисти војске Србије и Четири и по мушкарца                                                         |
| 238                   | 36                   | 29. мај 2015.       | Дејан Томашевић                                                                                       |
| 239                   | 37                   | 5. јун 2015.        | Каролина Гочева                                                                                       |
| 240                   | 38                   | 12. јун 2015.       | Вечевизија                                                                                            |
| 241                   | 39                   | 19. јун 2015.       | 2CELLOS                                                                                               |
| 242                   | 40                   | 23. јун 2015.       | Специјал: Златни "Орлићи"                                                                             |
| 243                   | 41                   | 26. јун 2015.       | Бади Валастро                                                                                         |
| 244                   | 42                   | 4. јул 2015.        | Никола Пековић и Мишко Ражнатовић                                                                     |
| 245                   | 43                   | 11. јул 2015.       | Василис Спанулис и Четири и по мушкарца                                                               |
| 246                   | 44                   | 18. јул 2015.       | Четири и по мушкарца                                                                                  |
| 247                   | 45                   | 25. јул 2015.       | Престолонаследник Александар Карађорђевић                                                             |
| 248                   | 46                   | 1. август 2015.     | Предраг Стојаковић                                                                                    |
| 249                   | 47                   | 8. август 2015.     | Здравко Чолић и 2CELLOS                                                                               |

### Сезона 7 (2015−16)
| Бр. епизоде у емисији | Бр. епизоде у сезони | Датум емитовања     | Гости                                                                         |
| --------------------- | -------------------- | ------------------- | ----------------------------------------------------------------------------- |
| 250                   | 1                    | 18. септембар 2015. | Вања Удовичић и ђаци петаци (Филип, Димитрије, Магдалена и Наталија)          |
| 251                   | 2                    | 25. септембар 2015. | Слободан Шаренац                                                              |
| 252                   | 3                    | 2. октобар 2015.    | Борис Бекер и Јелена Ђоковић                                                  |
| 253                   | 4                    | 9. октобар 2015.    | Александар Перишић, Срђан Динчић Ђиђа и Никола Силић                          |
| 254                   | 5                    | 16. октобар 2015.   | Андрија Милошевић, Аца Лукас и Душан Борковић                                 |
| 255                   | 6                    | 23. октобар 2015.   | Анђелка Прпић                                                                 |
| 256                   | 7                    | 30. октобар 2015.   | Жељко Бебек                                                                   |
| 257                   | 8                    | 6. новембар 2015.   | Вук Костић и Виктор Савић                                                     |
| 258                   | 9                    | 13. новембар 2015.  | Никола Којо, Никола Ђуричко, Срђан Тимаров и Мирољуб Турајлија                |
| 259                   | 10                   | 20. новембар 2015.  | Јанко Типсаревић и Наташа Ковачевић                                           |
| 260                   | 11                   | 27. новембар 2015.  | Тома Фила                                                                     |
| 261                   | 12                   | 4. децембар 2015.   | Стивен Сигал                                                                  |
| 262                   | 13                   | 11. децембар 2015.  | Петер Шмејхел                                                                 |
| 263                   | 14                   | 18. децембар 2015.  | Харис Џиновић, Гарави сокак, Леонтина, и Миња Субота                          |
| 264                   | 15                   | 25. децембар 2015.  | Раде Марјановић, Светислав Гонцић, Бојана Стефановић                          |
| 265                   | 16                   | 1. јануар 2016.     | Деда Мраз                                                                     |
| 266                   | 17                   | 15. јануар 2016.    | Дејан Пантелић                                                                |
| 267                   | 18                   | 22. јануар 2016.    | Бранко Ђурић Ђуро и Зоран Модли                                               |
| 268                   | 19                   | 29. јануар 2016.    | Ватерполисти Србије                                                           |
| 269                   | 20                   | 5. фебруар 2016.    | Марина Туцаковић и Александар Шапић                                           |
| 270                   | 21                   | 12. фебруар 2016.   | Борислав Станковић                                                            |
| 271                   | 22                   | 19. фебруар 2016.   | Љубиша Ристић и Рада Ђуричин                                                  |
| 272                   | 23                   | 26. фебруар 2016.   | Драган Мићановић и Сергеј Трифуновић                                          |
| 273                   | 24                   | 4. март 2016.       | Миодраг Божовић и Блажо Раосављевић                                           |
| 274                   | 25                   | 11. март 2016.      | Посвећено Драгану Николићу                                                    |
| 275                   | 26                   | 18. март 2016.      | Иван Бекјарев, Милица Милша и Милан Михаиловић                                |
| 276                   | 27                   | 25. март 2016.      | Татјана Војтеховски и Мишко Плави                                             |
| 277                   | 28                   | 1. април 2016.      | Ивана Петерс                                                                  |
| 278                   | 29                   | 8. април 2016.      | Бошко Јаковљевић                                                              |
| 279                   | 30                   | 15. април 2016.     | Ненад Окановић и Јелица Ковачевић                                             |
| 280                   | 31                   | 22. април 2016.     | Владо Георгијев                                                               |
| 281                   | 32                   | 29. април 2016.     | Халид Муслимовић, Катарина Остојић Каја, Марија Килибарда и Сергеј Трифуновић |
| 282                   | 33                   | 6. мај 2016.        | Марка Жвака и Јасерштајн                                                      |
| 283                   | 34                   | 13. мај 2016.       | Љубомир Бандовић                                                              |
| 284                   | 35                   | 20. мај 2016.       | Неша Бриџис и Данијел Кајмакоски                                              |
| 285                   | 36                   | 27. мај 2016.       | Радомир Антић                                                                 |
| 286                   | 37                   | 3. јун 2016.        | Тарик Филиповић                                                               |
| 287                   | 38                   | 10. јун 2016.       | Драгољуб Мићуновић                                                            |
| 288                   | 39                   | 17. јун 2016.       | Нина Бадрић, Жељко Васић и Мартина Врбас                                      |
| 289                   | 40                   | 24. јун 2016.       | Џон Њумен                                                                     |
| 290                   | 41                   | 1. јул 2016.        | Најбољи делови                                                                |
| 291                   | 42                   | 8. јул 2016.        | Најбољи делови 2                                                              |

### Сезона 8 (2016−17)
| Бр. епизоде у емисији | Бр. епизоде у сезони | Датум емитовања     | Гости                                                                                    |
| --------------------- | -------------------- | ------------------- | ---------------------------------------------------------------------------------------- |
| 292                   | 1                    | 23. септембар 2016. | Вања Удовичић, Тијана Богдановић и ђаци шестаци (Филип, Димитрије, Магдалена и Наталија) |
| 293                   | 2                    | 30. септембар 2016. | Стеван Стојановић и Кафу                                                                 |
| 294                   | 3                    | 7. октобар 2016.    | Ален Делон                                                                               |
| 295                   | 4                    | 14. октобар 2016.   | Петар Стругар, Христина Поповић, Андрија Милошевић и Бранко Ђурић Ђуро                   |
| 296                   | 5                    | 21. октобар 2016.   | Горан Бреговић и Бијело Дугме (1. део)                                                   |
| 297                   | 6                    | 28. октобар 2016.   | Горан Бреговић и Бијело Дугме (2. део)                                                   |
| 298                   | 7                    | 4. новембар 2016.   | Славко Штимац                                                                            |
| 299                   | 8                    | 11. новембар 2016.  | Ијан Гилан                                                                               |
| 300                   | 9                    | 18. новембар 2016.  | Никола Којо, Наташа Нинковић, Зоран Цвијановић, Димитрије Бањац и Никола Шкорић          |
| 301                   | 10                   | 25. новембар 2016.  | Никола Грбић и репрезентативци Србије у баскету                                          |
| 302                   | 11                   | 2. децембар 2016.   | душан Ивковић                                                                            |
| 303                   | 12                   | 16. децембар 2016.  | Милан Гутовић и Жељко Јоксимовић                                                         |
| 304                   | 13                   | 23. децембар 2016.  | Живко Гоцић, Слободан Никић, и Владо Георгијев                                           |
| 305                   | 14                   | 30. децембар 2016.  | Милош Теодосић (За мало)                                                                 |
| 306                   | 15                   | 31. децембар 2016.  | Новогодишњи специјал                                                                     |
| 307                   | 16                   | 17. фебруар 2017.   | Предраг Саша Даниловић                                                                   |
| 308                   | 17                   | 24. фебруар 2017.   | Моника Белучи                                                                            |
| 309                   | 18                   | 3. март 2017.       | 2CELLOS                                                                                  |
| 310                   | 19                   | 10. март 2017.      | Олга Одановић, Анастасија Мандић, Анђелка Прпић и Сена Ђоровић                           |
| 311                   | 20                   | 17. март 2017.      | Аца Лукас и Дејан Павловић                                                               |
| 312                   | 21                   | 24. март 2017.      | Ивана Шпановић, Горан Обрадовић и Марко Николић                                          |
| 313                   | 22                   | 31. март 2017.      | Власта Велисављевић и Драган Петровић Пеле                                               |
| 314                   | 23                   | 7. април 2017.      | Новинари информативне редакције                                                          |
| 315                   | 24                   | 14. април 2017.     | Ненад Зимоњић и Апокалиптика                                                             |
| 316                   | 25                   | 21. април 2017.     | Горица Поповић и Катарина Гојковић                                                       |
| 317                   | 26                   | 28. април 2017.     | Ирфан Менсур                                                                             |
| 318                   | 27                   | 5. мај 2017.        | Игор Спасов, Машан Лекић и Славко Белеслин                                               |
| 319                   | 28                   | 12. мај 2017.       | Јубиларна 400. емисија (гост: Иван Ивановић, водитељ: Татјана Војтеховски)               |
| 320                   | 29                   | 19. мај 2017.       | Неда Украден и Џенан Лончаревић                                                          |
| 321                   | 30                   | 26. мај 2017.       | Душан Ковачевић                                                                          |
| 322                   | 31                   | 2. јун 2017.        | Мирослав Мута Николић                                                                    |
| 323                   | 32                   | 9. јун 2017.        | Бранко Цвејић                                                                            |
| 324                   | 33                   | 16. јун 2017.       | Неда Арнерић                                                                             |
| 325                   | 34                   | 23. јун 2017.       | Богдан Богдановић                                                                        |
| 326                   | 35                   | 30. јун 2017.       | Завршетак сезоне - ретроспектива                                                         |

### Сезона 9 (2017−18)
| Бр. епизоде у емисији | Бр. епизоде у сезони | Датум емитовања     | Гости |
| --------------------- | -------------------- | ------------------- | --- |
| 327                   | 1                    | 22. септембар 2017. | Предраг Даниловић, Стубери, ђаци седмаци (Филип, Димитрије, Магдалена и Наталија) и Комичари (Ђиђа, Александар, Бане и Анђелка)                                               |
| 328                   | 2                    | 29. септембар 2017. | Жељко Обрадовић и Комичари (Ђиђа, Александар, Бане и Никола) |
| 329                   | 3                    | 6. октобар 2017.    | Жељко Самарџић и Комичари (Ђиђа, Александар, Бане и Мићко) |
| 330                   | 4                    | 13. октобар 2017.   | Мустафа Надаревић, Сенад Башић, Моамер Касумовић, и Комичари (Ђиђа, Александар, Бане и Анђелка)                                                                               |
| 331                   | 5                    | 20. октобар 2017.   | Јасмин Гељо, Жељко Нинчић, Адмир Гламочак, и Комичари (Ђиђа, Александар, Бане и Анђелка)                                                                                      |
| 332                   | 6                    | 27. октобар 2017.   | Бранко Ђурић Ђуро, Анђелка Прпић и Комичари (Ђиђа, Александар, Бане и Ђуро)                                                                                                   |
| 333                   | 7                    | 3. новембар 2017.   | Никола Пејаковић и Комичари (Ђиђа, Александар, Бане и Андрија) |
| 334                   | 8                    | 10. новембар 2017.  | Бора Ђорђевић, Петар Пеца Поповић и Комичари (Ђиђа, Александар, Бане и Мићко)                                                                                                 |
| 335                   | 9                    | 17. новембар 2017.  | Роберто Карлос и Комичари (Ђиђа, Александар, Бане и Мићко) |
| 336                   | 10                   | 24. новембар 2017.  | Глумци представе "Хотел 88" (Тамара Крцуновић, Владимир Алексић, Анђела Јовановић и Андрија Кузмановић), Луис Фонси и Комичари (Ђиђа, Кубура, Бане и Срђан)                   |
| 337                   | 11                   | 1. децембар 2017.   | Предраг Ејдус и Комичари (Ђиђа, Александар, Бане и Цвија) |
| 338                   | 12                   | 8. децембар 2017.   | Глумци серије "Истине и лажи" (Јелена Гавриловић, Стефан Бузуровић, Јана Милић и Зоран Пајић) и Комичари (Ђиђа, Александар, Бане и Мићко)                                     |
| 339                   | 13                   | 15. децембар 2017.  | Владо Георгијев и Комичари (Ђиђа, Димитрије, Бане и Шкоро) |
| 340                   | 14                   | 22. децембар 2017.  | Глумци серије "Убице мог оца" (Вук Костић, Тихомир Станић, Нина Јанковић и Наташа Нинковић) и Комичари (Ђиђа, Александар, Бане и Марко)                                       |
| 341                   | 15                   | 29. децембар 2017.  | Новогодишњи специјал |
| 342                   | 16                   | 2. фебруар 2018.    | Гордан Кичић, Андрија Милошевић, Милан Калинић и Комичари (Ђиђа, Александар, Бане и Милан)                                                                                    |
| 343                   | 17                   | 9. фебруар 2018.    | Миша Јанкетић и Комичари (Ђиђа, Бане, Дејан и Шкоро) |
| 344                   | 18                   | 10. фебруар 2018.   | Ин мемориам - Небојша Глоговац |
| 345                   | 19                   | 16. фебруар 2018.   | Драгослав Шекуларац и Комичари (Ђиђа, Бане, Дејан и Димитрије) |
| 346                   | 20                   | 23. фебруар 2018.   | Сека Алексић и Комичари (Ђиђа, Бане, Дејан и Шкоро) |
| 347                   | 21                   | 2. март 2018.       | Саша Матић, Сергеј Ћетковић и Комичари (Ђиђа, Бане, Димитрије и Шкоро) |
| 348                   | 22                   | 9. март 2018.       | Марија Шерифовић и Комичари (Ђиђа, Бане, Димитрије и Дејан) |
| 349                   | 23                   | 16. март 2018.      | Џесика Стојадиновић Стоја и Комичари (Ђиђа, Александар, Бане и Милан) |
| 350                   | 24                   | 23. март 2018.      | Мира Адања Полак и Комичари (Ђиђа, Александар, Бане и Милан) |
| 351                   | 25                   | 30. март 2018.      | Анђелка Прпић, Ратко Танкосић и Комичари (Ђиђа, Александар, Бане и Анђелка)                                                                                                   |
| 352                   | 26                   | 6. април 2018.      | Мирјана Бобић Мојсиловић и Комичари (Ђиђа, Александар, Бане и Стефан) |
| 353                   | 27                   | 13. април 2018.     | Оливера Ковачевић и Комичари (Ђиђа, Александар, Бане и Андрија) |
| 354                   | 28                   | 20. април 2018.     | Новица Величковић, Бранко Лазић и Комичари (Ђиђа, Александар, Бане и Срђан)                                                                                                   |
| 355                   | 29                   | 27. април 2018.     | Бранимир Брстина, Никола Ђуричко, Млади глумци Атељеа 212 и Комичари (Ђиђа, Александар, Бане и Милан)                                                                         |
| 356                   | 30                   | 4. мај 2018.        | Момчило Бајагић Бајага и Комичари (Ђиђа, Шкоро, Бане и Ћира) |
| 357                   | 31                   | 11. мај 2018.       | Милош Теодосић |
| 358                   | 32                   | 18. мај 2018.       | Ненад Јездић и Комичари (Ђиђа, Милан, Бане и Бојан) |
| 359                   | 33                   | 25. мај 2018.       | Рада Ђуричин, Бранка Петрић, Сузана Петричевић, Нела Михајловић и Комичари (Ђиђа, Александар, Бане и Стефан)                                                                  |
| 360                   | 34                   | 1. јун 2018.        | Дејан Станковић и Комичари (Ђиђа, Александар, Бане и Стефан) |
| 361                   | 35                   | 8. јун 2018.        | Милојко Пантић и Комичари (Ђиђа, Шкоро, Бане и Ћира) |
| 362                   | 36                   | 15. јун 2018.       | Глумци серије "Истине и лажи" (Душан Каличанин, Светислав Гонцић, Феђа Стојановић, Ања Мит, Стефан Бузуровић, Владимир Ковачевић и Комичари (Ђиђа, Александар, Бане и Стефан) |
| 363                   | 37                   | 22. јун 2018.       | Синиша Ковачевић и Стјепан Хаусер |
| 364                   | 38                   | 29. јун 2018.       | Најбољи тренуци |

### Сезона 10 (2018−19)
| Бр. епизоде у емисији | Бр. епизоде у сезони | Датум емитовања     | Гости |
| --------------------- | -------------------- | ------------------- | --- |
| 365                   | 1                    | 21. септембар 2018. | Фудбалери Црвене звезде (Филип Стојковић, Марко Гобељић, Милан Борјан и Вујадин Савић), ђаци осмаци (Филип, Димитрије, Магдалена и Наталија) и комичари (Ђиђа, Александар, Бане и Владимир) |
| 366                   | 2                    | 28. септембар 2018. | Лепа Брена, Александар Срећковић Кубура, Срђан Тимаров и комичари (Ђиђа, Александар, Бане и Владимир)                                                                                       |
| 367                   | 3                    | 5. октобар 2018.    | Марио Бјонди, Анђелка Прпић и комичари (Ђиђа, Александар, Бане и Владимир) |
| 368                   | 4                    | 12. октобар 2018.   | Дубравка Мијатовић и комичари (Ђиђа, Марко, Бане и Владимир) |
| 369                   | 5                    | 19. октобар 2018.   | Александра Радовић и комичари (Ђиђа, Димитрије, Бане, Владимир, Шкоро и Ћира) |
| 370                   | 6                    | 26. октобар 2018.   | Глумци филма "Јужни ветар" (Милош Биковић, Милош Тимотијевић и Срђан Тодоровић), одбојкашице (Маја Симанић, Тијана Бошковић и Бранкица Михајловић) и Зоран Терзић                           |
| 371                   | 7                    | 2. новембар 2018.   | Марко Гверо, Ненад Окановић, Александра Ковач и комичари (Ђиђа, Александар, Бане и Владимир)                                                                                                |
| 372                   | 8                    | 9. новембар 2018.   | Жарко Паспаљ и комичари (Ђиђа, Александар, Бане и Владимир) |
| 373                   | 9                    | 16. новембар 2018.  | Андрија Милошевић, Слобода Мићаловић, Виктор Савић, Александра Томић и комичари (Ђиђа, Андрија, Бане и Александра)                                                                          |
| 374                   | 10                   | 23. новембар 2018.  | Божо Врећо, Тара Самац и комичари (Ђиђа, Александар, Бане и Владимир) |
| 375                   | 11                   | 30. новембар 2018.  | Харис Џиновић, Жељко Јоксимовић и комичари (Ђиђа, Александар, Бане и Владимир) |
| 376                   | 12                   | 7. децембар 2018.   | Милорад Мажић и комичари (Ђиђа, Александар, Бане и Владимир) |
| 377                   | 13                   | 14. децембар 2018.  | Марко Пантелић и комичари (Ђиђа, Александар, Бане и Владимир) |
| 378                   | 14                   | 21. децембар 2018.  | Жарко Лаушевић |
| 379                   | 15                   | Није емитована      | Новогодишњи специјал; музички гост: Владо Георгиев |
| 380                   | 16                   | 5. април 2019.      | Оља Бећковић |
| 381                   | 17                   | 12. април 2019.     | Анђелка Прпић и комичари (Ђиђа, Александар, Бане и Владимир) |
| 382                   | 18                   | 19. април 2019.     | Дејан Савићевић и комичари (Ђиђа, Александар, Бане и Срђан) |
| 383                   | 19                   | 26. април 2019.     | Петар Божовић и комичари (Ђиђа, Александар, Бане и Владимир) |
| 384                   | 20                   | 3. мај 2019.        | Марија Шерифовић и комичари (Ђиђа, Александар, Бане и Марко) |
| 385                   | 21                   | 10. мај 2019.       | Андрија Милошевић, Бранко Ђурић Ђуро и комичари (Ђиђа, Андрија, Бане и Ђуро) |
| 386                   | 22                   | 17. мај 2019.       | Неле Карајлић и комичари (Ђиђа, Александар, Бане и Неле) |
| 387                   | 23                   | 24. мај 2019.       | Небојша Дугалић и комичари (Ђиђа, Александар, Бане и Срђан) |
| 388                   | 24                   | 31. мај 2019.       | Саво Милошевић, Ненад Милијаш и комичари (Ђиђа, Александар, Бане и Анђелка) |
| 389                   | 25                   | 7. јун 2019.        | Бобан Марјановић, Сергеј Трифуновић и Катарина Данојлић |
| 390                   | 26                   | 14. јун 2019.       | Сека Алексић и комичари (Ђиђа, Александар, Бане и Никола) |
| 391                   | 27                   | 21. јун 2019.       | Бруно Лангер и комичари (Ђиђа, Александар, Бане и Никола) |
| 392                   | 28                   | 28. јун 2019.       | Филип Крајиновић, Ласло Ђере, Душан Лајовић и комичари (Ђиђа, Александар, Бане и Срђан) |

### Сезона 11 (2019−20)
| Бр. епизоде у емисији | Бр. епизоде у сезони | Датум емитовања     | Гости |
| --------------------- | -------------------- | ------------------- | --- |
| 393                   | 1                    | 20. септембар 2019. | Маја Николић, Наташа Миљковић и комичари (Ђиђа, Александар, Бане и Никола)                                                                      |
| 394                   | 2                    | 27. септембар 2019. | Јелисавета Орашанин, Тамара Драгичевић, Петар Бенчина и комичари (Ђиђа, Александар, Бане и Дарко)                                               |
| 395                   | 3                    | 4. октобар 2019.    | Весна Пешић и комичари (Ђиђа, Александар, Бане и Никола)                                                                                        |
| 396                   | 4                    | 11. октобар 2019.   | Слободан Ковач и комичари (Ђиђа, Александар, Бане и Филип)                                                                                      |
| 397                   | 5                    | 18. октобар 2019.   | Светлана Бојковић, Никола Пејаковић и комичари (Ђиђа, Александар, Бане и Срђан)                                                                 |
| 398                   | 6                    | 25. октобар 2019.   | Момчило Бајагић Бајага и комичари (Ђиђа, Александар и Бане)                                                                                     |
| 399                   | 7                    | 1. новембар 2019.   | Драган Бјелогрлић и екипа серије "Сенке над Балканом" (Небојша Дугалић, Леона Парамински, Андрија Кузмановић и Марија Бергам)                   |
| 400                   | 8                    | 8. новембар 2019.   | Гордан Кичић, Нина Јанковић, Лена Лазовић и комичари (Ђиђа, Александар, Бане и Филип)                                                           |
| 401                   | 9                    | 15. новембар 2019.  | Здравко Чолић |
| 402                   | 10                   | 22. новембар 2019.  | Љубиша Тумбаковић и комичари (Ђиђа, Александар, Бане и Никола)                                                                                  |
| 403                   | 11                   | 29. новембар 2019.  | Матија Бећковић и Лука Шулић |
| 404                   | 12                   | 6. децембар 2019.   | Наташа Нинковић, Весна Чипчић, Сергеј Трифуновић, Тара Самац и комичари (Ђиђа, Александар, Бане и Ђуро)                                         |
| 405                   | 13                   | 13. децембар 2019.  | Јанко Типсаревић, Борис Пинговић, Небојша Дугалић и комичари (Ђиђа, Александар, Бане и Филип)                                                   |
| 406                   | 14                   | 20. децембар 2019.  | 4 и по мушкарца и комичари (Ђиђа, Никола, Бане и Дарко)                                                                                         |
| 407                   | 15                   | 27. децембар 2019.  | Деда Мраз |
| 408                   | 16                   | 31. јануар 2020.    | Предраг Манојловић и комичари (Ђиђа, Александар, Бане и Никола)                                                                                 |
| 409                   | 17                   | 7. фебруар 2020.    | Милан Ст. Протић и комичари (Ђиђа, Александар, Бане и Никола)                                                                                   |
| 410                   | 18                   | 14. фебруар 2020.   | Срдан Голубовић, Горан Богдан и комичари (Ђиђа, Александар, Бане и Никола)                                                                      |
| 411                   | 19                   | 21. фебруар 2020.   | Сергеј Трифуновић и комичари (Ђиђа, Александар, Бане и Филип)                                                                                   |
| 412                   | 20                   | 28. фебруар 2020.   | Драгослав Медојевић и комичари (Ђиђа, Александар, Бане и Филип)                                                                                 |
| 413                   | 21                   | 6. март 2020.       | Драган Вујић Вујке, Марко Живић и комичари (Ђиђа, Александар, Бане и Марко)                                                                     |
| 414                   | 22                   | 13. март 2020.      | Екипа филма "Хотел Београд" (Љубомир Бандовић, Миодраг Радоњић и Милош Биковић) и комичари (Ђиђа, Александар, Бане и Никола)                    |
| 415                   | 23                   | 20. март 2020.      | Данијела Станковић-Здравковић, Јелисавета Орашанин, Момчило Бајагић Бајага и комичари (Ђиђа, Александар, Бане и Никола)                         |
| 416                   | 24                   | 27. март 2020.      | Владика Григорије и комичари (Ђиђа, Александар, Бане и Никола)                                                                                  |
| 417                   | 25                   | 3. април 2020.      | Ана Лалић, Андрија Милошевић и комичари (Ђиђа, Александар, Бане и Никола)                                                                       |
| 418                   | 26                   | 10. април 2020.     | Драган Јовановић и комичари (Ђиђа, Александар, Бане и Никола)                                                                                   |
| 419                   | 27                   | 17. април 2020.     | Горан Иванишевић и комичари (Ђиђа, Александар, Бане и Никола)                                                                                   |
| 420                   | 28                   | 24. април 2020.     | Бранислав Лечић, Нина Бадрић и комичари (Ђиђа, Александар, Бане и Никола)                                                                       |
| 421                   | 29                   | 1. мај 2020.        | Јована Бракочевић, Светислав Пешић и комичари (Ђиђа, Александар, Бане и Никола)                                                                 |
| 422                   | 30                   | 8. мај 2020.        | Бранко Ђурић Ђуро, Владо Георгиев и комичари (Ђиђа, Александар, Бане и Никола)                                                                  |
| 423                   | 31                   | 15. мај 2020.       | Синиша Михајловић и комичари (Ђиђа, Александар, Бане и Никола)                                                                                  |
| 424                   | 32                   | 22. мај 2020.       | Љиљана Благојевић, Бранислав Трифуновић, Тихана Лазовић и комичари (Ђиђа, Александар, Бане и Никола)                                            |
| 425                   | 33                   | 29. мај 2020.       | Слобода Мићаловић, Милан Марић, Рада Ђурић и комичари (Ђиђа, Александар, Бане и Никола)                                                         |
| 426                   | 34                   | 5. јун 2020.        | Екипа емисије "ПЉиЖ" (Дража Петровић, Драгољуб Љубичић Мићко и Војислав Жанетић) и комичари (Ђиђа, Александар, Бане и Никола)                   |
| 427                   | 35                   | 12. јун 2020.       | Новак Ђоковић и комичари (Ђиђа, Александар, Бане и Никола)                                                                                      |
| 428                   | 36                   | 19. јун 2020.       | Саша Обрадовић и комичари (Ђиђа, Александар, Бане и Никола)                                                                                     |
| 429                   | 37                   | 26. јун 2020.       | Екипа продукције Newsmax Adria (Слободан Георгиев, Јелена Обућина и Горан Димитријевић), Били Гулд и комичари (Ђиђа, Александар, Бане и Никола) |

### Сезона 12 (2020−21)
| Бр. епизоде у емисији | Бр. епизоде у сезони | Датум емитовања     | Гости |
| --------------------- | -------------------- | ------------------- | --- |
| 430                   | 1                    | 18. септембар 2020. | Синиша Ковачевић и комичари (Ђиђа, Александар, Бане и Филип)                                                                         |
| 431                   | 2                    | 25. септембар 2020. | Жаклина Таталовић, Јелена Зорић, Татјана Алексић, Маја Зарић и Бајага и инструктори                                                  |
| 432                   | 3                    | 2. октобар 2020.    | Радослав Зеленовић, Бранко Цвејић и комичари (Ђиђа, Александар, Бане и Никола)                                                       |
| 433                   | 4                    | 9. октобар 2020.    | Андрија Милошевић и комичари (Ђиђа, Александар, Бане и Никола)                                                                       |
| 434                   | 5                    | 16. октобар 2020.   | Standup.rs (Милица Михаиловић, Никола Радојловић, Јелена Радановић и Срђан Динчић Ђиђа) и комичари (Ђиђа, Александар, Бане и Јелена) |
| 435                   | 6                    | 23. октобар 2020.   | Ненад Јездић и комичари (Ђиђа, Александар, Бане и Филип)                                                                             |
| 436                   | 7                    | 30. октобар 2020.   | Славимир Стојановић, Андреј Јосифовски и комичари (Ђиђа, Александар, Бане и Филип)                                                   |
| 437                   | 8                    | 6. новембар 2020.   | ЈУ група и комичари (Ђиђа, Александар, Бане и Никола)                                                                                |
| 438                   | 9                    | 13. новембар 2020.  | Жељко Ребрача и комичари (Ђиђа, Александар, Бане и Филип)                                                                            |
| 439                   | 10                   | 27. новембар 2020.  | Еипа серије "Жигосани у рекету" (Ива Илинчић, Александар Радојичић и Миона Марковић) и комичари (Ђиђа, Александар, Бане и Филип)     |
| 440                   | 11                   | 4. децембар 2020.   | Анђелка Прпић, Јанко Поповић Воларић и комичари (Ђиђа, Александар, Бане, Филип и Никола)                                             |
| 441                   | 12                   | 11. децембар 2020.  | Југослав Ћосић и комичари (Ђиђа, Александар, Бане и Филип)                                                                           |
| 442                   | 13                   | 18. децембар 2020.  | Душан Ковачевић и Момчило Бајагић Бајага                                                                                             |
| 443                   | 14                   | 25. децембар 2020.  | Деда Мраз |
| 444                   | 15                   | 22. јануар 2021.    | Гордана Суша и комичари (Ђиђа, Александар, Бане и Филип)                                                                             |
| 445                   | 16                   | 29. јануар 2021.    | Бојана Јовановић, Стеван Дојчиновић и комичари (Ђиђа, Александар, Бане и Никола)                                                     |
| 446                   | 17                   | 5. фебруар 2021.    | Сергеј Милинковић Савић и комичари (Ђиђа, Александар, Бане и Никола)                                                                 |
| 447                   | 18                   | 12. фебруар 2021.   | КЕРБЕР и комичари (Ђиђа, Александар, Бане и Филип)                                                                                   |
| 448                   | 19                   | 19. фебруар 2021.   | Здравко Шотра, Вук Драшковић и комичари (Ђиђа, Александар, Бане и Филип)                                                             |
| 449                   | 20                   | 26. фебруар 2021.   | Седморица младих (Јова Радовановић, Љубиша Милић, Небојша Крунић) и комичари (Ђиђа, Александар, Бане и Никола)                       |
| 450                   | 21                   | 5. март 2021.       | Горанка Матић и комичари (Ђиђа, Александар, Бане и Никола)                                                                           |
| 451                   | 22                   | 12. март 2021.      | Љубомир Булајић, Петар Стругар и комичари (Ђиђа, Александар, Бане и Никола)                                                          |
| 452                   | 23                   | 19. март 2021.      | Жељко Васић, Џенан Лончаревић, Неша Бриџис, Бранко Ђурић Ђуро и комичари (Ђиђа, Александар, Бане и Никола)                           |
| 453                   | 24                   | 26. март 2021.      | Момчило Бајагић Бајага и комичари (Ђиђа, Александар, Бане и Никола)                                                                  |
| 454                   | 25                   | 2. април 2021.      | Александар Коларов и комичари (Ђиђа, Александар, Бане и Никола)                                                                      |
| 455                   | 26                   | 9. април 2021.      | Милена Радуловић |
| 456                   | 27                   | 16. април 2021.     | Дејан Савић, Југослав Васовић, Урош Стевановић и комичари (Ђиђа, Александар, Бане и Никола)                                          |
| 457                   | 28                   | 23. април 2021.     | Олга Даниловић и комичари (Ђиђа, Александар, Бане и Никола)                                                                          |
| 458                   | 29                   | 30. април 2021.     | Миодраг Драгичевић, Лена Ковачевић и комичари (Ђиђа, Александар, Бане и Никола)                                                      |
| 459                   | 30                   | 7. мај 2021.        | Бојана Лекић и комичари (Ђиђа, Александар, Бане и Никола)                                                                            |
| 460                   | 31                   | 14. мај 2021.       | Јелена Обућина и комичари (Ђиђа, Александар, Бане и Никола)                                                                          |
| 461                   | 32                   | 21. мај 2021.       | Горан Шушљик и комичари (Ђиђа, Александар, Бане и Филип)                                                                             |
| 462                   | 33                   | 28. мај 2021.       | Дејан Цукић и комичари (Ђиђа, Александар, Бане и Филип)                                                                              |
| 463                   | 34                   | 4. јун 2021.        | Влатко Стефановски, Жељко Ребрача и комичари (Ђиђа, Александар, Бане и Никола)                                                       |
| 464                   | 35                   | 11. јун 2021.       | Комичари (Ђиђа, Александар, Бане и Никола)                                                                                           |
| 465                   | 36                   | 18. јун 2021.       | Небојша Вишковић, Данило Машојевић, бубњари Драгољуба Ђуричића и комичари (Ђиђа, Александар, Бане и Никола)                          |
| 466                   | 37                   | 25. јун 2021.       | Комичари (Ђиђа, Александар, Бане, Филип и Никола)                                                                                    |

### Сезона 13 (2021−22)
| Бр. епизоде у емисији | Бр. епизоде у сезони | Датум емитовања     | Гости |
| --------------------- | -------------------- | ------------------- | --- |
| 467                   | 1                    | 17. септембар 2021. | Анђела Јовановић, Катарина Радивојевић, Нела Михаиловић и комичари (Ђиђа, Александар, Бане и Филип (Силић))                                                                |
| 468                   | 2                    | 24. септембар 2021. | Дејан Савић и комичари (Ђиђа, Александар, Бане и Никола (Силић)) |
| 469                   | 3                    | 1. октобар 2021.    | Петар Бенчина, Тамара Драгичевић, Милан Марић, Сања Марковић, Андрија Кузмановић и комичари (Ђиђа, Александар, Бане и Филип)                                               |
| 470                   | 4                    | 8. октобар 2021.    | Екипа серије "Кљун" (Ивана Вуковић, Драгољуб Љубичић, Љиљана Благојевић и Јелена Гавриловић) и комичари (Ђиђа, Александар, Бане и Никола (Силић))                          |
| 471                   | 5                    | 15. октобар 2021.   | Брајан Рашић и комичари (Ђиђа, Никола (Радојловић), Бане и Филип) |
| 472                   | 6                    | 22. октобар 2021.   | Сенида |
| 473                   | 7                    | 29. октобар 2021.   | Екипа серије "Време зла" (Горан Шушљик, Радован Вујовић, Нада Шаргин и Жарко Лаушевић) и комичари (Ђиђа, Александар, Бане и Никола (Радојловић))                           |
| 474                   | 8                    | 5. новембар 2021.   | Екипа филма "Јужни ветар 2" (Милош Биковић, Миодраг Радоњић, Мики Манојловић, Јована Стојиљковић и Милош Аврамовић) и комичари (Ђиђа, Александар, Бане и Никола (Силић))   |
| 475                   | 9                    | 12. новембар 2021.  | Екипа филма "Није лоше бити човек" (Душан Ковачевић, Лена Ковачевић, Андрија Милошевић и Момчило Бајагић Бајага) и комичари (Ђиђа, Александар, Бане и Никола (Радојловић)) |
| 476                   | 10                   | 19. новембар 2021.  | Екипа филма "Небеса" (Срђан Драгојевић, Горан Навојец и Ксенија Маринковић) и комичари (Ђиђа, Александар, Бане и Никола (Радојловић))                                      |
| 477                   | 11                   | 26. новембар 2021.  | Желимир Жилник и Јанко Баљак |
| 478                   | 12                   | 3. децембар 2021.   | Нина Бадрић, Владо Георгиев и комичари (Ђиђа, Бане, Александар и Никола (Радојловић))                                                                                      |
| 479                   | 13                   | 10. децембар 2021.  | Рамбо Амадеус и комичари (Ђиђа, Бане, Александар и Никола (Радојловић)) |
| 480                   | 14                   | 17. децембар 2021.  | Тања Фајон и комичари (Ђиђа, Бане, Александар и Никола (Радојловић)) |
| 481                   | 15                   | 24. децембар 2021.  | Драган Бјелогрлић и комичари (Ђиђа, Бане, Александар и Никола (Радојловић))                                                                                                |
| 482                   | 16                   | 31. децембар 2021.  | Деда Мраз |
| 483                   | 17                   | 4. фебруар 2022.    | Екипа филма "Златни дечко" (Денис Мурић, Јована Гавриловић, Огњен Јанковић и Вук Ршумовић) и комичари (Ђиђа, Бане, Александар и Филип)                                     |
| 484                   | 18                   | 11. фебруар 2022.   | Ван Гог и Анђела Јовановић и комичари (Ђиђа, Бане, Александар и Никола (Силић))                                                                                            |
| 485                   | 19                   | 18. фебруар 2022.   | Екипа филма "Лето када сам научила да летим" (Олга Одановић, Клара Хрвановић и Радивоје Андрић), Јелена Пајић и комичари (Ђиђа, Бане, Александар и Никола (Силић))         |
| 486                   | 20                   | 25. фебруар 2022.   | Сара Јо, Бети Ђорђевић, Неверне бебе и комичари (Ђиђа, Бане, Александар и Филип)                                                                                           |
| 487                   | 21                   | 4. март 2022.       | Калина Ковачевић, Александар Срећковић, Бранислав Томашевић и комичари (Ђиђа, Бане, Александар и Никола (Радојловић))                                                      |
| 488                   | 22                   | 11. март 2022.      | Принц Филип и принцеза Даница Карађорђевић |
| 489                   | 23                   | 18. март 2022.      | Михаил Дудаш, Петар Ненадић и комичари (Ђиђа, Бане, Александар и Филип) |
| 490                   | 24                   | 25. март 2022.      | Екипа филма "Било једном у Србији" (Виктор Савић, Слобода Мићаловић Радован Вујовић и Звонимир Шимунец)                                                                    |
| 491                   | 25                   | 1. април 2022.      | Првоаприлска емисија. Гости комичари (Ђиђа, Бане, Александар, Никола (Силић), Никола (Радојловић) и Марија)                                                                |
| 492                   | 26                   | 8. април 2022.      | Здравко Понош |
| 493                   | 27                   | 15. април 2022.     | Јелена Обућина, Тара Самац, Сем Рајдер и комичари (Ђиђа, Бане, Александар и Никола (Радојловић))                                                                           |
| 494                   | 28                   | 22. април 2022.     | Јагош Марковић |
| 495                   | 29                   | 29. април 2022.     | Андреј Маричић и комичари (Ђиђа, Бане, Никола (Силић) и Никола (Радојловић))                                                                                               |
| 496                   | 30                   | 6. мај 2022.        | Иван Томић, Данијел Сич и комичари (Ђиђа, Бане, Александар и Никола (Радојловић))                                                                                          |
| 497                   | 31                   | 13. мај 2022.       | Саво Манојловић |
| 498                   | 32                   | 20. мај 2022.       | Драган Великић и Никола Чутурило |
| 499                   | 33                   | 27. мај 2022.       | Београдски синдикат (Бошко Ћирковић Шкабо и Феђа Димовић) и комичари (Ђиђа, Бане, Александар и Никола (Силић))                                                             |
| 500                   | 34                   | 3. јун 2022.        | Галеб Никачевић |
| 501                   | 35                   | 10. јун 2022.       | Полуфиналисти и финалисти "Сурвајвера" (Стефан Невистић, Милица Дабовић, Нађа Ерић и Стеван Стевановић)                                                                    |
| 502                   | 36                   | 17. јун 2022.       | Горица Поповић, Анђа Брстина и комичари (Ђиђа, Бане, Никола (Радојловић) и Никола (Силић))                                                                                 |
| 503                   | 37                   | 24. јун 2022.       | Гоблини и комичари (Ђиђа, Бане, Александар и Никола (Радојловић)) |

### Сезона 14 (2022−23)
| Бр. епизоде у емисији | Бр. епизоде у сезони | Датум емитовања     | Гости |
| --------------------- | -------------------- | ------------------- | --- |
| 504                   | 1                    | 16. септембар 2022. | Дејвид Култард и комичари (Ђиђа, Никола (Радојловић), Бане и Никола (Силић))                                                                                                 |
| 505                   | 2                    | 23. септембар 2022. | Екипа филма "Ала је леп овај свет" (Анђелка Прпић, Андрија Кузмановић, Бранка Пујић и Андреј Шепетковски) и комичари (Ђиђа, Никола (Радојловић), Бане и Никола (Силић))      |
| 506                   | 3                    | 30. септембар 2022. | Екипа филма "Траг дивљачи" (Радивоје Буквић, Милош Тимотијевић, Нада Шаргин и Ненад Павловић) и комичари (Ђиђа, Никола (Радојловић), Бане и Никола (Силић))                  |
| 507                   | 4                    | 7. октобар 2022.    | Бранко Росић и комичари (Ђиђа, Никола (Радојловић) и Бане) |
| 508                   | 5                    | 14. октобар 2022.   | Sajsi MC и комичари (Ђиђа, Никола (Радојловић), Иван и Радомир) |
| 509                   | 6                    | 21. октобар 2022.   | Тамара Крцуновић, Милан Марић, Милена Предић и Хаџи-Александар Ђуровић) и комичари (Ђиђа, Никола (Радојловић), Бане и Никола (Силић))                                        |
| 510                   | 7                    | 28. октобар 2022.   | Екипа филма "Комедија на три спрата" (Јелисавета Сека Саблић, Слободан Бода Нинковић и Сандра Митровић) и комичари (Ђиђа, Никола (Радојловић), Бане и Никола (Силић))        |
| 511                   | 8                    | 4. новембар 2022.   | Александар Стојановић и комичари (Ђиђа, Никола (Радојловић), Бане и Никола (Силић))                                                                                          |
| 512                   | 9                    | 11. новембар 2022.  | Сејо Сексон и комичари (Ђиђа, Никола (Радојловић), Бане и Никола (Силић)) |
| 513                   | 10                   | 2. децембар 2022.   | Марчело и комичари (Ђиђа, Никола (Радојловић), Бане и Никола (Силић)) |
| 514                   | 11                   | 9. децембар 2022.   | Laibach и комичари (Ђиђа, Никола (Радојловић), Бане и Никола (Силић)) |
| 515                   | 12                   | 16. децембар 2022.  | Вања Милинковић Савић и комичари (Ђиђа, Никола (Радојловић), Бане и Никола (Силић))                                                                                          |
| 516                   | 13                   | 23. децембар 2022.  | Мирослав Вјетровић и комичари (Ђиђа, Никола (Радојловић), Бане и Никола (Силић))                                                                                             |
| 517                   | 14                   | 30. децембар 2022.  | Деда Мраз |
| 518                   | 15                   | 20. јануар 2023.    | Мими Мерцедез, Voyage и комичари (Ђиђа, Никола (Радојловић), Бане и Никола (Силић))                                                                                          |
| 519                   | 16                   | 27. јануар 2023.    | Ивана Анђушић Максимовић и Зорана Аруновић |
| 520                   | 17                   | 3. фебруар 2023.    | Миодраг Крстовић и комичари (Ђиђа, Никола (Радојловић), Бане и Никола (Силић))                                                                                               |
| 521                   | 18                   | 10. фебруар 2023.   | Влада и Бајка и комичари (Ђиђа, Никола (Радојловић), Бане и Никола (Силић))                                                                                                  |
| 522                   | 19                   | 17. фебруар 2023.   | Екипа филма "Усековање" (Павле Менсур, Милица Јаневски, Синиша Цветић и Давид Јаковљевић) и комичари (Ђиђа, Никола (Радојловић), Бане и Никола (Силић))                      |
| 523                   | 20                   | 24. фебруар 2023.   | Сташа Копривица и комичари (Ђиђа, Никола (Радојловић), Бане и Никола (Силић))                                                                                                |
| 524                   | 21                   | 3. март 2023.       | Мирослав Берић, Владимир Кузмановић и комичари (Ђиђа, Никола (Радојловић), Бане и Никола (Силић))                                                                            |
| 525                   | 22                   | 10. март 2023.      | Екипа филма "Индиго кристал" (Миодраг Радоњић, Милош Петровић Тројпец, Лука Михаиловић и Реља Деспотовић) и комичари (Ђиђа, Никола (Радојловић), Бане и Никола (Силић))      |
| 526                   | 23                   | 17. март 2023.      | Džipsii и комичари (Ђиђа, Никола (Радојловић), Бане и Никола (Силић)) |
| 527                   | 24                   | 24. март 2023.      | Милош Биковић, Никола Љуца, Тамара Крцуновић, Јелисавета Теодосић и комичари (Ђиђа, Никола (Радојловић), Бане и Никола (Силић))                                              |
| 528                   | 25                   | 31. март 2023.      | Екипа представе "Било једном на Бријунима" (Милан Марић, Бранислав Трифуновић, Тихана Лазовић и Сања Марковић) и комичари (Ђиђа, Никола (Радојловић), Бане и Никола (Силић)) |
| 529                   | 26                   | 7. април 2023.      | Марко Настић и комичари (Ђиђа, Никола (Радојловић), Бане и Никола (Силић))                                                                                                   |
| 530                   | 27                   | 14. април 2023.     | Александар Гајшек |
| 531                   | 28                   | 21. април 2023.     | Јелена Ћурувија и комичари (Ђиђа, Никола (Радојловић), Бане и Никола (Силић))                                                                                                |
| 532                   | 29                   | 28. април 2023.     | Лепа Брена, Сенида и комичари (Ђиђа, Никола (Радојловић), Бане и Никола (Силић))                                                                                             |
| 533                   | 30                   | 19. мај 2023.       | Марко Новичић, Жељко Вељковић и Ђуро Свилар |
| 534                   | 31                   | 26. мај 2023.       | Андрија Милошевић, Александар Радојичић, Јован Јовановић и комичари (Ђиђа, Никола (Радојловић), Бане и Никола (Силић))                                                       |
| 535                   | 32                   | 2. јун 2023.        | Победница и полуфиналисти "Сурвајвора" (Наташа Кондић, Ања Андрејић, Драга Јовановић и Лука Радивојевић) и комичари (Ђиђа, Никола (Радојловић), Бане и Никола (Силић))       |
| 536                   | 33                   | 9. јун 2023.        | Вања Ејдус и комичари (Ђиђа, Никола (Радојловић) и Бане)0 |
| 537                   | 34                   | 16. јун 2023.       | RockHoir и комичари (Ђиђа, Бане и Никола (Силић)) |
| 538                   | 35                   | 23. јун 2023.       | Горчин Стојановић |
| 539                   | 36                   | 30. јун 2023.       | Александра Радовић и комичари (Ђиђа, Никола (Радојловић), Бане и Никола (Силић))                                                                                             |

### Сезона 15 (2023−24)
| Бр. епизоде у емисији | Бр. епизоде у сезони | Датум емитовања     | Гости |
| --------------------- | -------------------- | ------------------- | --- |
| 540                   | 1                    | 22. септембар 2023. | Ерин Брокович и комичари (Ђиђа, Никола (Радојловић), Бане и Винча) |
| 541                   | 2                    | 29. септембар 2023. | Дритан Абазовић |
| 542                   | 3                    | 6. октобар 2023.    | Стјепан Хаузер и Реља Поповић |
| 543                   | 4                    | 13. октобар 2023.   | Gibonni |
| 544                   | 5                    | 20. октобар 2023.   | Вук Костић, Слобода Мићаловић и комичари (Ђиђа, Никола (Радојловић), Бане и Никола (Силић))                                                                            |
| 545                   | 6                    | 27. октобар 2023.   | Марија Шерифовић и комичари (Ђиђа, Бане и Никола (Силић)) |
| 546                   | 7                    | 3. новембар 2023.   | Екипа филма "Чувари формуле" (Алексис Маненти, Радивоје Буквић, Огњен Мићовић и Јован Јовановић) и комичари (Ђиђа, Никола (Радојловић), Бане и Никола (Силић))         |
| 547                   | 8                    | 10. новембар 2023.  | Светислав Пешић |
| 548                   | 9                    | 17. новембар 2023.  | Милан Мумин и Хана Адровић |
| 549                   | 10                   | 24. новембар 2023.  | Јован Јованов, Стефан Митровић и комичари (Ђиђа, Небојша, Бане и Никола (Силић))                                                                                       |
| 550                   | 11                   | 1. децембар 2023.   | Студенти бруцоши (Наталија Варда, Магдалена Кнежевић и Филип Митровић) и Ивана Милосављевић                                                                            |
| 551                   | 12                   | 8. децембар 2023.   | Анита Манчић и комичари (Ђиђа, Бане и Никола (Силић)) |
| 552                   | 13                   | 15. децембар 2023.  | Драган Бјелогрлић |
| 553                   | 14                   | 22. децембар 2023.  | Група "Фит" и комичари (Ђиђа, Никола (Радојловић), Бане и Никола (Силић))                                                                                              |
| 554                   | 15                   | 29. децембар 2023.  | Деда Мраз и комичари (Ђиђа, Никола (Радојловић), Бане и Никола (Силић))                                                                                                |
| 555                   | 16                   | 26. јануар 2024.    | Екипа филма "Недеља" (Хусеин Алијевић Хуса, Милица Јаневски, Алексеј Бјелогрлић и Ален Селими) и комичари (Ђиђа, Никола (Радојловић), Бане и Никола (Силић))           |
| 556                   | 17                   | 2. фебруар 2024.    | Павле Живковић, Срђан Ерцег и комичари (Ђиђа, Никола (Радојловић), Бане и Никола (Силић))                                                                              |
| 557                   | 18                   | 9. фебруар 2024.    | Борис Исаковић и Јасна Ђуричић |
| 558                   | 19                   | 16. фебруар 2024.   | Екипа филма "Живи и здрави" (Иван Мариновић, Тихана Лазовић, Горан Славић, Драгана Дабовић и Маша Дакић) и комичари (Ђиђа, Никола (Радојловић), Бане и Никола (Силић)) |
| 559                   | 20                   | 23. фебруар 2024.   | Драган Тодорић и комичари (Ђиђа, Никола (Радојловић), Бане и Никола (Силић))                                                                                           |
| 560                   | 21                   | 1. март 2024.       | Екипа серије "Време смрти" (Драган Мићановић, Нина Јанковић, Андреј Њежић и Горан Шушљик) и комичари (Ђиђа, Никола (Радојловић), Бане и Никола (Силић))                |
| 561                   | 22                   | 8. март 2024.       | Екипа филма "Јорговани" (Зоран Јанковић, Слобода Мићаловић, Иван Босиљчић и Гордан Кичић)                                                                              |
| 562                   | 23                   | 15. март 2024.      | Род Стјуарт, екипа представе "Оливер Твист" (Катарина Гојковић, Марко Гверо и Марко Јањић) и комичари (Ђиђа, Бане и Никола (Силић))                                    |
| 563                   | 24                   | 22. март 2024.      | Сабахудин Топалбећиревић |
| 564                   | 25                   | 29. март 2024.      | Екипа представе "Љубавно писмо" (Тања Бошковић, Дубравка Мијатовић и Горица Поповић) и комичари (Ђиђа, Никола (Радојловић), Бане и Никола (Силић))                     |
| 565                   | 26                   | 5. април 2024.      | Тони Кукоч |
| 566                   | 27                   | 12. април 2024.     | Никола Чутурило, Зоран Предин и комичари (Ђиђа, Никола (Радојловић), Бане и Никола (Силић))                                                                            |
| 567                   | 28                   | 19. април 2024.     | Екипа филма "За данас толико" (Марко Ђорђевић, Филип Ђурић, Ивана Вуковић, Никола Ракочевић и Миона Пејковић) и комичари (Ђиђа, Бане и Никола (Силић))                 |
| 568                   | 29                   | 26. април 2024.     | Момчило Бајагић Бајага и комичари (Ђиђа, Никола (Радојловић), Бане и Никола (Силић))                                                                                   |
| 569                   | 30                   | 10. мај 2024.       | Хуан Ескобар |
| 570                   | 31                   | 17. мај 2024.       | Atheist rap и комичари (Ђиђа, Никола (Радојловић), Бане и Никола (Силић))                                                                                              |
| 571                   | 32                   | 24. мај 2024.       | Кокан Младеновић и комичари (Ђиђа, Никола (Радојловић), Бане и Никола (Силић))                                                                                         |
| 572                   | 33                   | 31. мај 2024.       | Светозар Цветковић и комичари (Ђиђа, Никола (Радојловић), Бане и Никола (Силић))                                                                                       |
| 573                   | 34                   | 7. јун 2024.        | Саво Манојловић и Драган Милић |
| 574                   | 35                   | 14. јун 2024.       | Лука Павичевић и комичари (Ђиђа, Бане и Никола (Силић)) |
| 575                   | 36                   | 21. јун 2024.       | Мушкарци (Ђиђа, Бане, Драган и Лока) |
| 576                   | 37                   | 28. јун 2024.       | Оља Бећковић и комичари (Ђиђа, Никола (Радојловић), Бане и Никола (Силић))                                                                                             |

### Сезона 16 (2024−25)
| Бр. епизоде у емисији | Бр. епизоде у сезони | Датум емитовања     | Гости |
| --------------------- | -------------------- | ------------------- | --- |
| 577                   | 1                    | 13. септембар 2024. | Новак Ђоковић |
| 578                   | 2                    | 20. септембар 2024. | Небојша Ђурић, Борислава Перић Ранковић, Нада Матић, Драган Ристић, Зоран Мићовић и комичари (Ђиђа, Никола (Радојловић), Бане и Никола (Силић))                            |
| 579                   | 3                    | 27. септембар 2024. | Дејвид Џејмс и комичари (Ђиђа, Бане и Никола (Силић)) |
| 580                   | 4                    | 4. октобар 2024.    | Екипа филма "Мегдан: Између воде и ватре" (Алекса Балашевић, Нина Сеничар, Војин Ћетковић и Виктор Савић) и Сека Алексић                                                   |
| 581                   | 5                    | 11. октобар 2024.   | ТХЦФ, Зејна Муркић и комичари (Ђиђа, Бане и Никола (Силић)) |
| 582                   | 6                    | 18. октобар 2024.   | Мирјана Карановић, Аница Добра, Мина Совтић и комичари (Ђиђа, Никола (Радојловић) и Бане)                                                                                  |
| 583                   | 7                    | 25. октобар 2024.   | Екипа серије "Сабља" (Горан Станковић, Владимир Тагић, Љубомир Бандовић, Милица Гојковић и Лазар Тасић) и комичари (Ђиђа, Никола (Радојловић), Бане и Никола (Силић))      |
| 584                   | 8                    | 8. новембар 2024.   | Драган Ђилас |
| 585                   | 9                    | 15. новембар 2024.  | Вана и Дамир Урбан |
| 586                   | 10                   | 22. новембар 2024.  | Сергеј Ћетковић и комичари (Ђиђа, Никола (Радојловић), Бане и Никола (Силић))                                                                                              |
| 587                   | 11                   | 29. новембар 2024.  | Владо Георгиев |
| 588                   | 12                   | 6. децембар 2024.   | Екипа филма "Воља синовљева" (Марта Бјелица, Петар Бенчина и Немања Ћеранић) и Бранко Ђурић Ђуро                                                                           |
| 589                   | 13                   | 13. децембар 2024.  | Ансамбл Позоришта на Теразијама (Мина Лазаревић, Милена Живановић, Ивана Поповић, Душко Радовић, Никола Булатовић и Славен Дошло) и комичари (Ђиђа, Бане и Никола (Силић)) |
| 590                   | 14                   | 20. децембар 2024.  | Студенти (Катарина Бугарин, Христина Бугарчић, Ела Зековић, Давид Бугарски, Веселин Исаиловић, Богдан Христић)                                                             |
| 591                   | 15                   | 27. децембар 2024.  | Бранко Ружић |
| 592                   | 16                   | 31. децембар 2024.  | Деда Мраз, мушкарци (Ђиђа,Бане, Драган и Лока) и комичари (Ђиђа, Никола (Радојловић), Бане и Никола (Силић))                                                               |
| 593                   | 17                   | 17. јануар 2025.    | Милан Поњевић и комичари (Ђиђа, Никола (Радојловић), Бане и Никола (Силић))                                                                                                |
| 594                   | 18                   | 24. јануар 2025.    | Ана Димитријевић, Бојан Димитријевић и Владимир Пријовић |
| 595                   | 19                   | 31. јануар 2025.    | Бојан Пајтић, Жељана Русмир и Милица Милашиновић |
| 596                   | 20                   | 7. фебруар 2025.    | Бобан Стојановић |
| 597                   | 21                   | 14. фебруар 2025.   | Марко Марановић, Вања Бахиљ и студенти из Крагујевца (Тамара Радовановић, Ана Миковић, Богдан Машојевић и Дамјан Илић)                                                     |
| 598                   | 22                   | 21. фебруар 2025.   | Синиша Ковачевић |
| 599                   | 23                   | 28. фебруар 2025.   | Дарко Перић и студенти из Ниша (Ленка Крстић, Лана Коцић, Мина Васић и Димитрије Миљковић)                                                                                 |
| 600                   | 24                   | 7. март 2025.       | Harem Girls и комичари (Ђиђа, Никола (Радојловић), Бане и Никола (Силић))                                                                                                  |
| 601                   | 25                   | 14. март 2025.      | Нина Бадрић и студенти из Београда (Ђурђина Новаковић, Јанко Стокић, Дуња Ескић и Јован Видановић)                                                                         |
| 602                   | 26                   | 21. март 2025.      | Студенти редари (Маша, Дуња, Лука, Лазар и Никола) и комичари (Ђиђа, Никола (Радојловић), Бане и Винча)                                                                    |
| 603                   | 27                   | 28. март 2025.      | Мића Берић и комичари (Ђиђа, Никола (Радојловић), Бане и Никола (Силић))                                                                                                   |
| 604                   | 28                   | 4. април 2025.      | Небојша Вишковић, Дарко Плавшић, Гојко Андријашевић и комичари (Ђиђа, Никола (Радојловић), Бане и Никола (Силић))                                                          |
| 605                   | 29                   | 11. април 2025.     | Студенти из Новог Пазара (Амар Личина, Дина Меховић и Селма Колашинац) и комичари (Ђиђа, Никола (Радојловић) и Бане)                                                       |
| 606                   | 30                   | 18. април 2025.     | Андрија Милошевић |
| 607                   | 31                   | 25. април 2025.     | Катарина Жутић и комичари (Ђиђа, Никола (Радојловић), Бане и Никола (Силић))                                                                                               |
| 608                   | 32                   | 2. мај 2025.        | Марија Шерифовић, Јована Пајић, Јована Мишковић и комичари (Ђиђа, Никола (Радојловић), Бане и Никола (Силић))                                                              |
| 609                   | 33                   | 9. мај 2025.        | Миодраг Попов |
| 610                   | 34                   | 16. мај 2025.       | Тихомир Станић и комичари (Ђиђа, Никола (Радојловић), Бане и Никола (Силић))                                                                                               |
| 611                   | 35                   | 23. мај 2025.       | Николија и комичари (Ђиђа, Никола (Радојловић) и Бане)) |
| 612                   | 36                   | 30. мај 2025.       | Сека Алексић, Раста и комичари (Ђиђа, Никола (Радојловић), Бане и Никола (Силић))                                                                                          |
| 613                   | 37                   | 6. јун 2025.        | Светислав Пешић |
| 614                   | 38                   | 13. јун 2025.       | Неша Бриџис и комичари (Ђиђа, Неша Бриџис, Бане и Никола (Силић)) |
| 615                   | 39                   | 20. јун 2025.       | Ненад Гладић - Лепи Брка и комичари (Ђиђа, Никола (Радојловић), Бане и Никола (Силић))                                                                                     |
| 616                   | 40                   | 27. јун 2025.       | Комичари (Ђиђа, Никола (Радојловић), Бане и Никола (Силић)) |